# La Capilla
La Capilla è un comune della Colombia facente parte del dipartimento di Boyacá.
Il centro abitato venne fondato da Juan de la Cruz Aguirre, mentre l'istituzione del comune è del 18 marzo 1793.